# 곤도르
곤도르(Gondor)는 영국의 작가인 J.R.R. 톨킨이 만들어낸 가상의 세계인 가운데땅에 있는 왕국이다. 반지의 제왕의 왕의 귀환에는 곤도르가 반지 전쟁에서 암흑 세력에 맞서 싸우고 다시 왕국을 재건하는 내용이 담겨있다. 또한 반지의 제왕 부록에는 곤도르에 대한 역사와 유래에 대해서 간략하게 설명되어 있다. 톨킨의 설정에 따르면, 곤도르는 누메노르(Numenor)에서 망명해온 엘렌딜과 그의 아들들인 이실두르와 아나리온에 의해서 제2시대 3320년에 세워졌다. 그리고 곤도르는 북쪽에 세워진 아르노르(Arnor) 왕국과 함께 가운데땅 서쪽의 인간 왕국 중 가장 큰 세력이 되었다. 그러나 제3시대가 되어서 곤도르는 서서히 힘을 잃어가기 시작하였고, 암흑세력의 공격으로 많이 약해졌지만, 아라곤이 사우론을 물리치고 왕에 재위함으로써 다시 세력을 회복하게 된다. 곤도르에 대한 역사는 이후 J.R.R. 톨킨의 아들인 크리스토퍼 톨킨이 출판한 《가운데땅의 역사》에 보다 자세히 언급되어 있다.

곤도르의 영토

곤도르의 상징인 백색나무가 들어있는 곤도르의 문장

## 역대 국왕
- 엘렌딜와 아나리온 2기 3441년(사망년도)
- 메넨딜 158년
- 케멘두르 238년
- 에아렌딜 324년
- 아나르딜 411년
- 오스토헤르 492년
- 로멘다킬1세 541년
- 투람바르 667년
- 아타나타르 1세 748년
- 시리온딜 830년
- 타란논 팔라스투르 913년
- 에아르닐 1세 936년
- 키랸디르 1015년
- 하르멘다킬 1149년
- 아타나타르 2세 1226년
- 나르마킬 1세 1294년
- 칼마킬 1304년
- 로멘다킬 1366년
- 발라카르 ?년
- 엘다카르 1기 1437년
- 찬탈왕 카스타미르 1447년
- 엘다카르 2기 1490년
- 알다미르 1540년
- 햐르멘다킬 2세 1621년
- 미나르딜 1634년
- 텔렘나르 1636년
- 타론도르 1798년
- 텔루메흐타르 움바르다킬 1850년
- 나르마킬 2세 1856년
- 칼리메흐타르 1936년
- 온도헤르 1944년
- 에아르닐 2세 2043년
- 에아르누르 2050년
- 엘레사르 텔콘타르 제 4기 120년